# Ignicoccus
Ignicoccus es un género de arqueas anaerobias que vive en fuentes hidrotermales marinas. Fueron descubiertos en Kolbeinsey, una pequeña isla volcánica en el norte de Islandia, y en el Océano Pacífico (a 9º N, 104° W) en el año 2000 (Huber et al., 2000).
Las arqueas del género Ignicoccus prosperan a temperaturas entre 70-98 °C (con un óptimo alrededor del 90 °C). Obtienen energía por la reducción de azufre a sulfuro de hidrógeno usando hidrógeno molecular como donador de electrones. Crecen en un rango de 0,5 - 5,5% de salinidad pero su crecimiento máximo se alcanza a los 1,4% de esta, y el pH en el que pueden crecer abarca desde 4.5 a 7.0 con un crecimiento óptimo en 5.5 pH, añadido a esto se conoce que la especie "''I. hospitalis''" posee una gran resistencia a la radiación ionizante de hasta 12.000 Gy (Gray) pero no se ha estudiado si esta característica se comparte con el resto de especies del género.
También se ha descrito una simbiosis única con Nanoarchaeum, que bien puede ser un parasitismo de este último. De acuerdo con comparaciones de genes ARNr 16S. Se conocen tres especies, Ignicoccus islandicus, Ignicoccus pacificus e Ignicoccus hospitalis.
Las células de Ignicoccus son minúsculas y tienen forma de coco, con un diámetro de cerca de 2 µm. Exhiben una superficie lisa, una membrana externa y ninguna capa S. Tienen una envoltura exterior previamente desconocida en una célula: una membrana citoplasmática, un espacio periplasmático (con un espesor variable de 20 a 400 nm, conteniendo unas vesículas delimitadas por membranas) y una membrana externa (aproximadamente de un espesor de 10 nm, asemejándose a la membrana externa de bacterias gram-negativas). Esta última contiene numerosas partículas (de cerca de 8 nm en diámetro) empaquetadas firmemente en conjuntos de forma irregular y poros con un diámetro de 24 nm rodeados por partículas minúsculas dispuestas en un anillo (este último con un diámetro de 130 nm) y racimos de hasta ocho partículas (cada partícula con un diámetro de 12 nm) (Rachel el al., 2002).